# Der letzte schöne Tag
Der letzte schöne Tag ist ein deutscher Fernsehfilm aus dem Jahr 2011. Das Filmdrama wurde bei den Hofer Filmtagen 2011 uraufgeführt und erstmals am 18. Januar 2012 im Ersten ausgestrahlt.

## Handlung
Die Anästhesistin Sibylle Langhoff lebt mit ihrem Mann Lars und den beiden Kindern Maike und Piet ein scheinbar glückliches Leben, doch das täuscht. Die junge Frau hat Depressionen, weiß nichts mehr mit dem Leben anzufangen.

An einem sonnigen Tag quartiert sie die 14-jährige Maike und den 7-jährigen Piet bei Freunden aus und nimmt sich das Leben. Ihr Mann Lars, Landschaftsarchitekt, bekommt am nächsten Morgen eine zeitversetzt geschickte E-Mail von Sibylle und findet sie tot auf einer Lichtung im Wald. Als er es den Kindern erzählt, sind diese zunächst tief schockiert. Maike erfährt, dass ihre Mutter sich umgebracht hat, macht sich Vorwürfe, beginnt aber auch die Liebe ihrer Mutter zu ihr infrage zu stellen. Sie sucht einen Grund und denkt, dass ihr Vater mit der hilfsbereiten Nachbarin Petra ein Verhältnis hatte. Piet dagegen wird erzählt, seine Mutter sei nur krank gewesen, allerdings hört er Selbstmordgerüchte in der Schule und beginnt, sich die Anwesenheit seiner Mutter vorzustellen. Inzwischen bereitet Lars mit seiner Schwester Ruth die Beerdigung vor und verdrängt seine Selbstvorwürfe.

Bei Sibylles Bestattung entladen sich die Gefühle, als Ruth ein Gedicht vorliest. Zugleich erfährt Piet, als er beim Versteckspielen unter dem Tisch seiner Großeltern sitzt, dass seine Mutter sich umgebracht hat. Als er später seinen Vater und seine Schwester damit konfrontiert und nach dem Grund fragt, denken beide, dass es eigentlich keinen gab.

Schließlich findet die Familie zu dritt wieder in die Normalität zurück; Piet stellt nicht mehr vier Teller auf den Esstisch, sondern nur noch drei.

## Hintergrund
Mit dem Drehbuch verarbeitete die Autorin Dorothee Schön ihre eigenen persönlichen Erfahrungen. Innerhalb weniger Jahre begingen ihre Mutter und ihre Schwester Suizid. Der Film war eine Auftragsproduktion von Hager Moss Film für den WDR. Bei der Erstausstrahlung in der Reihe Filmmittwoch im Ersten erreichte Der letzte schöne Tag 5,7 Millionen Zuschauer, was einem Marktanteil von 17,1 Prozent entsprach.
Eine wesentliche Rolle bei der Trauerverarbeitung der hinterlassenen Familie spielt im Film vielfach das Gedicht Letztes Lied von Mascha Kaléko.

## Kritiken
„Das (Fernseh-)Drama schildert eindringlich, wie sehr das Familiengefüge in Schieflage gerät und Trauer, Selbstvorwürfe und Wut den Hinterbliebenen zu schaffen machen. Um die Krise zu überwinden, müssen sie neue Wege beschreiten, Missverständnisse aus dem Weg räumen und neue Verhaltensweisen im Umgang miteinander einüben.“

„Regisseur Johannes Fabrick hat in der Vergangenheit bereits vielfach bewiesen, dass er ein Meister dramatischer Stoffe ist […] Hier inszenierte er nach dem Drehbuch von Dorothee Schön […] ein bemerkenswertes Familiendrama, das den schwierigen Umgang mit dem Freitod eines geliebten Menschen sensibel und lebensecht thematisiert. Fabrick verpflichtete für die Hauptrolle erneut den brillant aufspielenden Wotan Wilke Möhring […] Hervorragend sind auch die darstellerischen Leistungen von Matilda Merkel und Nick Julius Schuck in den Rollen der beiden Kinder“

„Regisseur Johannes Fabrick schafft mit seiner psychologisch einfühlsamen Regiehandschrift die notwendige Atmosphäre, damit dem Zuschauer trotz der Wucht des Themas die kleinen Miniaturen des Drehbuchs nicht entgehen.“

„Dramaturgisch passiert nicht viel: Gezeigt werden die Rituale, die Trauernde auf Trab und am Funktionieren halten. […] Wie formidabel die Regie wirklich ist, zeigt sich auch an den beiden Kindern. Matilda Merkel und Nick Julius Schuck spielen ihre schweren Rollen hervorragend.“

„Drehbuchautorin Dorothee Schön und Regisseur Johannes Fabrick gelang es, das Familiendrama in einer guten Tonlage umzusetzen. Der ARD-Film schildert die Tage nach dem Suizid. Nicht zu weinerlich, nicht zu aufgesetzt, nicht zu melodramatisch, sondern einfach so traurig und packend, wie so ein Ereignis eben ist. […] Es ist diese Verzweiflung einer so strangulierten Familie, die uns die ARD-Produktion eindrucksvoll vorführt.“

## Auszeichnungen
- Deutscher Fernsehpreis 2012 in der Kategorie „Bester Schauspieler“ an Wotan Wilke Möhring; Nominierung in der Kategorie „Bester Fernsehfilm“
- Nominierung für den Bayerischen Fernsehpreis in der Kategorie „Bester Schauspieler“ an Wotan Wilke Möhring
- 3sat-Zuschauerpreis 2012
- Prix Italia 2012 in der Kategorie „Best TV Drama“
- Goldene Nymphe für den „Besten Fernsehfilm“ beim Festival de Télévision de Monte-Carlo 2012
- Signis-Preis der World Catholic Association for Communication beim Festival de Télévision de Monte-Carlo 2012
- Premio Ondas Internacional de Televisión 2012
- Grimme-Preis 2013 im Wettbewerb „Fiktion“ an Dorothee Schön (Buch), Johannes Fabrick (Regie) und Wotan Wilke Möhring stellvertretend für das Darstellerteam
- Deutscher Hörfilmpreis 2013 des Deutschen Blinden- und Sehbehindertenverbandes (DBSv)
- Gold World Medal bei den 55. New York Festivals International Television Programming and Promotion Awards in der Kategorie „Drama“[8]